# Espiritu Santo
Espiritu Santo er den største ø i Vanuatu, med et areal på 3.955,5 km². Øen ligger i arkipelaget Ny Hebriderne i Melanesien i Stillehavet. Den ligger i Sanma Provinsen i Vanuatu.
Byen Luganville på Espiritu Santo's sydøstlige kyst er Vanuatus næstestørste bebyggelse og provinshovedstad. Der fører veje nord- og vestpå fra Luganville, men det meste af øen ligger langt fra de begrænsede vejnet.
Vanuatus højeste punkt Mount Tabwemasana er 1.879 m.o.h. og ligger i den vestlige del af Espiritu Santo.

## Historie
Den portugisiske opdagelsesrejsende Pedro Fernandes de Queirós, som var i spansk tjeneste grundlagde en bosættelse i 1606 ved Big Bay på øens nordside. Espiritu Santo blev navngivet af Queirós, som gav hele øgruppen navnet La Austr del Espíritu Santo i anerkendelse af den spanske konges afstamning fra det østrigske kongehus og da han troede, at han havde nået til det store sydlige kontinent, Terra Australis. I perioden hvor området blev regeret af briterne og franskmændene i forening var Hog Harbour, på nordvestkysten sæde for den britiske distriksadministration, mens Segond, nær Luganville husede den franske distriktsadministration.
Under 2. verdenskrig og især efter angrebet på Pearl Harbor blev øen brugt af allierede styrker som en militær forsyningsbase, flådehavn og lufthavn. De allieredes tilstedeværelse bidrog senere til etablering af øens turistindustri, som er centreret omkring dykning, da amerikanerne efterlod hovedparten af deres udstyr og spild ved det der nu er kendt som 'Million Dollar Point'. Et andet vrag ud for Espiritu Santo, SS President Coolidge er også et populært sted for dykkere. SS President Coolidge var en ombygget luksuslinjer, som stødte på en mine under krigen.
Mellem maj og august 1980 var øen skueplads for Kokosnødkrigen under skiftet fra kolonistyre til den uafhængige stat Vanuatu. Jimmy Stevens' Nagriamel-bevægelse og private franske interesser med støtte fra Phoenix Foundation og amerikanske libertarianere, som håbede på at kunne skabe et skattefrit paradis erklærede øen Espiritu Santo uafhængig af den nye regering. Republiken Vemerana blev udråbt den 28. maj. Frankrig anerkendte uafhængigheden den 3. juni. Den 5. juni udråbte stammelederne på Santo den franske ambassadør Philippe Allonneau til konge af Vemerana og Jimmy Stevens blev premierminister. Luganville blev omdøbt til Allonneaupolis. Forhandlinger med Port-Vila slog imidlertid fejl og fra 27. juli til 18. august blev britiske Royal Marines og en enhed fra den franske Garde Mobile sendt til Vanuatus hovedø, men invaderede ikke Espiritu Santo som den kommende regering havde håbet. Tropperne blev kaldt tilbage kort inden uafhængigheden. Efter uafhængigheden anmodede Vanuatu, som nu blev regeret af fader Walter Lini, om støtte fra Papua Ny Guinea, hvis styrker invaderede og erobrede Espiritu Santo.

## Kultur
Santo, som har mange vrag og rev, der kan undersøges, er et meget populært turistmål for dykkere. Champagne Beach tiltrækker turister med sit lyserøde sand og klare vand. Den vestlige side af øen rummer mange huler og krydstogtskibe lægger ofte til ved Luganville.
Den lokale befolkning ernærer sig gennem turistindustrien, ved at dyrke afgrøder der kan sælges – fortrinsvis kopra, cacao og kave foruden jordnøddes, eller ved fiskeri og landbrug.
De fleste indbyggere på Santo er kristne. De største kirkesamfund på øerne er den presbyterianske kirke i Vanuatu, den romersk-katolske kirke og den anglikanske melanesiske kirke. Af andre kirkesamfund kan nævnes den apostolske kirke, mormonerne, Syvendagsadventisterne, med flere. Men i mange landsbyer, især i Big Bay og på det sydlige Santo, er folk hedninge, et begreb, som på Vanuatu ikke har en negativ betydning, men blot angiver nogen som ikke har antaget kristendommen. Traditionel tro af en mere moderne karakter finder man blandt tilhængere af Nagriamelbevæbelsen med base i Fanafo.
For næsten alle indbyggere i Santo har traditionen stor betydning for deres liv, uanset deres religion. Systemet med lokale høvdinge er stærkt i de fleste områder.
Befolkningen på Santo har nogle sundhedsproblemer, især malaria og tuberkulose. Selv om der er et hospital går de fleste enten til den lokale heksedoktor eller missionærernes sundhedsklinikker. Kava er øens foretrukne rusmiddel, selv om alkohol vinder stadig større indpas. Med det stigende antal voksne, der bruger alkohol, stiger kriminaliteten, især vold mod kvinder og stammekrige.

## Økonomi og infrastruktur
Landsbyerne er stort set selvforsynende med egne grønsager, kyllinger og svin. Lufthavnen ligger omkring 5 km fra byen. Fra Luganville har tre hovedveje deres udgangspunkt. Den ene vej følger sydkysten omkring 40 km og ender i landsbyen Tasiriki. Luganville er den eneste by på øen, resten af øen er fyldt med små landsbyer.
På Santo er der en række kvægfarme, herunder det berømte Belmol Cattle Project, som oprindelig blev startet af franske bosættere, som eksporterer en stor del af sit oksekød til Japan, Australien og andre øer i Stillehavet.
Udover oksekød, dåsefisk og ris, som købes i byen, har Santo mange fødevarer, som de lokale anser for selvfølgelige og turister spiser som delikatesser. Der er et marked i Luganville hvor lokale afgrøder såsom manioc,taro,yams,kål og andre friske fødevarer sælges af glade smilende mødre. Købmandsvarer kan man få i adskillige små supermarkeder.
Mange lokale folk dyrker selv deres fødevarer. De fleste landsbyer har en have, som passes af både mænd og kvinder. Der dyrkes i reglen yams og taro i disse haver, og de er hovedingrediensen i kosten.